# 구분투
구분투(Goobuntu)는 우분투 LTS에 기반한 리눅스 배포판으로, 1만명에 가까운 구글 직원들이 사용하였다. 보안 기능을 비롯한 사내 사용을 위한 여러 패키지를 추가하고 일부 응용 프로그램 설치를 비활성화했지만 이외에는 우분투와 다르지 않았다. 리눅스콘 2012에서 전시되었으며 버시넬은 "구분투는 우분투에 약간 덧씌운 것 뿐"이라고 설명했다.
구글은 구분투를 정식으로 공개하지 않았고 구글이 우분투의 개발에 일부 참여했다는 것이 알려졌으며, 운영체제 시장에 구분투를 공개할 계획이 없다는 의견을 밝혔다.
마크 셔틀워스는 구글이 우분투의 패치에 일부 참여했음을 확인했다.
구글은 퍼핏을 사용해 구분투가 설치된 컴퓨터를 관리하였다.
2018년에 구글은 데비안 테스팅을 기반으로 한 gLinux로 사내 운영 체제를 교체하였다.

## 같이 보기
- 구글
- 크롬 OS